# Boldog István
Boldog István (Törökszentmiklós, 1966. november 10. –) magyar mezőgazdasági gépszerelő, politikus; 2010. május 14. óta a Fidesz – Magyar Polgári Szövetség országgyűlési képviselője. 1994 és 2014 között Kétpó polgármestere. 
2019-ben derült ki, hogy választókerületében társaival olyan hálózatot épített ki, amin keresztül hatalmukkal visszaélve befolyásolták, hogy mely települések jussanak EU-s fejlesztési támogatáshoz, és azt hogyan használják fel. A bűncselekmények megalapozott gyanúja miatt képviselői mentelmi jogát 2020. április 6-án az országgyűlés felfüggesztette. 2020. május 14-én az ügyészség gyanúsítottként hallgatta ki. Boldog a bűncselekmények elkövetését tagadta.
2020 decemberében vádat emeltek Boldog István ellen.

## Életpályája
1985-ben érettségizett a mezőtúri Dózsa György Mezőgazdasági Gépészeti Szakközépiskola mezőgazdasági gépszerelő képzésén. Érettségi után a vasútnál kezdett dolgozni, mint a pusztapói megállóhely baktere.
1989-ben Szolnokon lett tagja a Fidesz – Magyar Polgári Szövetségnek, majd 1990-ben alapítója lett a kétpói csoportnak.
1992 és 1994 között önkormányzati képviselő volt Kétpón. 1994-ben Kétpó község polgármesterének választották. 1994 és 1998 között külsős tagja volt a Jász-Nagykun-Szolnok Megyei Önkormányzat Településfejlesztési bizottságának. 1998-ban, 2002-ben, 2006-ban és 2010-ben ismét Kétpó polgármesterének választották.
2010. május 14 óta a Fidesz – Magyar Polgári Szövetség országgyűlési képviselője. 2014. május 6. és 2014. július 3. között a Fidesz – Magyar Polgári Szövetség frakcióvezető-helyettese.
2019. június 13-án felszólalt a parlamentben a Budapest Pride ellen.
A kétpói labdarúgó-egyesület labdarúgója.
2019. augusztus 4-én elhatárolódott a Coca-Cola #loveislove plakátkampányától és a cég termékeinek bojkottjára szólított fel mindenkit.

### Korrupció vádja és ügyészségi eljárás
2019-ben fogalmazódott meg a gyanú, hogy Boldog 2017-től visszaélt hivatalával. Az ügyet kirobbantó Hadházy Ákos képviselő információi szerint Boldog 2017-ben magához rendelte a Jász-Nagykun-Szolnok megyei választókörzetében működő polgármestereket, és közölte velük, hogy csak az kaphat európai uniós településfejlesztési támogatást, aki az általa kijelölt cégeket bízza meg a fejlesztések elvégzésével. A gyanú szerint a képviselő és bűntársai felülről irányított rendszert építettek ki, amiben hatalmuk segítségével befolyásolhatták a településeket és a pályázatok eredményét is. Befolyásolhatták, hogy a Terület- és Településfejlesztési Operatív Program (TOP) 300 millió forint alatti támogatásainak keretében mely település mire pályázzon, közülük ki nyerheti el a közpénzt, és azt is, hogy a településeknek mely cégeket kell megbízni a munka elvégzésével. A közbeszerzések „nyertese” sok esetben egy jászkiséri családi házba bejegyzett cég,  a Profiter Machine Kft. volt. A kft. a megalakulását követő kevesebb mint két évben 12 alkalommal, másfél milliárd forint értékben jutott építési megbízásokhoz a képviselő körzetében, noha mindössze nyolc alkalmazottat foglalkoztatott.
2019 végén az ügyben több személyt letartóztattak, köztük Boldog egyik munkatársát, Fehér Petrát is.
A legfőbb ügyész kezdeményezésére, 2020. április 6-án az Országgyűlés megszavazta Boldog István országgyűlési képviselő mentelmi jogának felfüggesztését (186 igen szavazattal, ellenszavazat nélkül). A képviselő mentelmi jogának felfüggesztését 2020. április 2-án indítványozta a legfőbb ügyész.
2020 május 14-én az ügyészség számos bűncselekmény (két rendbeli, felbujtóként elkövetett, hivatali vesztegetés elfogadása bűntett; két rendbeli, felbujtóként elkövetett, vesztegetés elfogadása bűntett és két rendbeli, felbujtóként elkövetett, versenyt korlátozó megállapodás közbeszerzési eljárásban elkövetett bűntett) megalapozott gyanúja miatt gyanúsítottként hallgatta ki Boldog Istvánt, és házában házkutatást tartott.
Boldog István a bűncselekmény elkövetését tagadta, vallomást nem tett. 2021. június 30-án a bíróság előkészítő ülésén az ügyészség ismertette a vádakat (melyek megegyeztek a megalapozott gyanúsítással) és rá hat év letöltendő börtönt, ötmilliós pénzbüntetést, 6,6 millió forint értékű vagyonelkobzást, valamint öt évre közügyektől eltiltást is kért. Boldog az ülésen megismételte, hogy ártatlan, így az ügy rendes tárgyaláson folytatódik.

## Családja
Nős, két gyermek, István és Vajk Nimród édesapja.